# Muscolo sfintere anale esterno
Nell'anatomia umana il muscolo sfintere anale esterno, chiamato anche sfintere di Ganci, è un anello muscolare che si ritrova all'esterno del canale anale.

## Anatomia
Lungo dagli 8 ai 10 cm, è composto da lunghi fasci in tre livelli:
- Parte profonda
- Parte superficiale
- Parte sottocutanea

## Patologia
L'anismo è un'anomalia di contrazione del muscolo.